# 羽咋神社

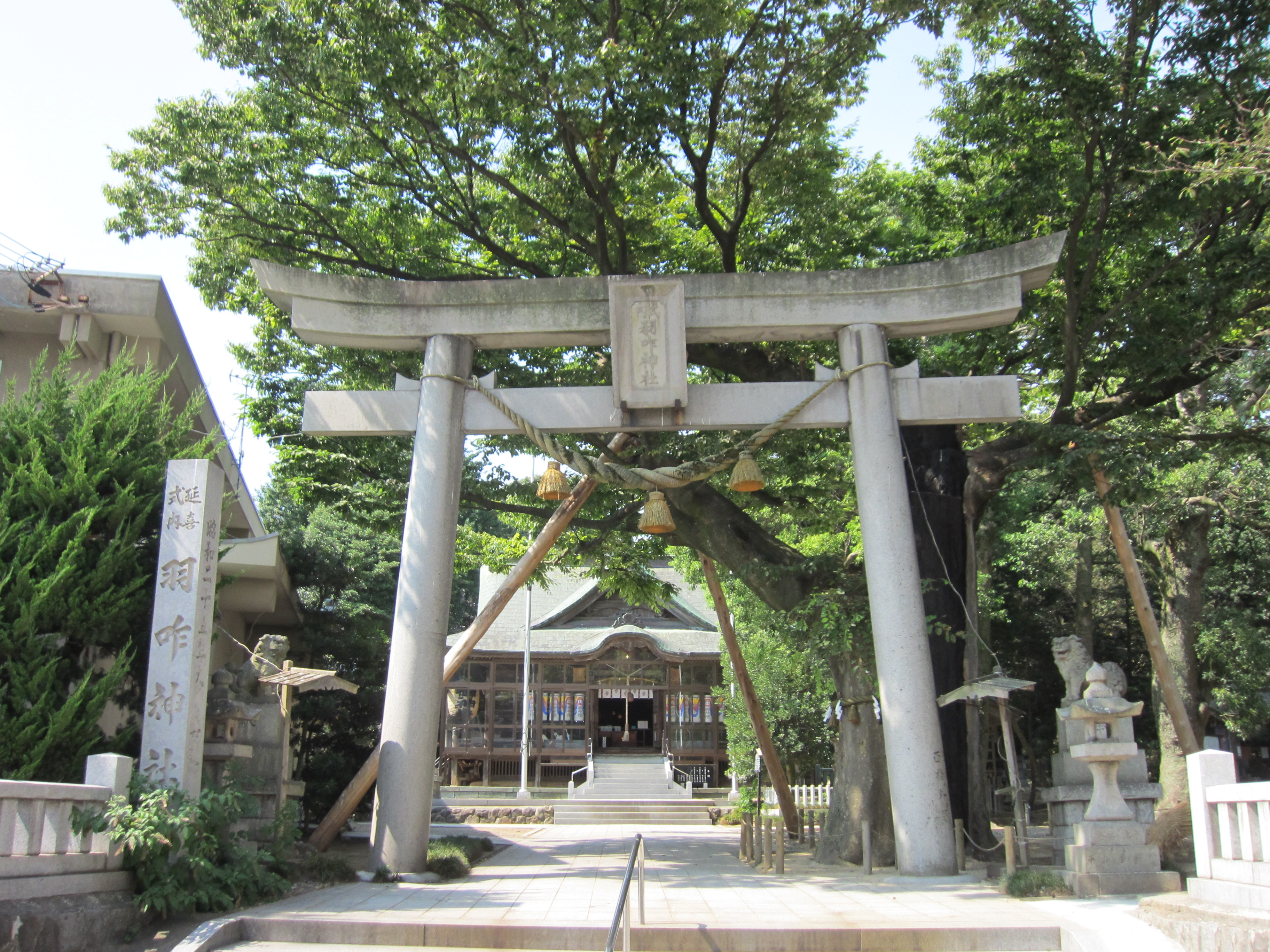
鳥居

羽咋神社（はくいじんじゃ）は、石川県羽咋市川原町にある神社。式内社で、旧社格は県社。

## 祭神
現在の祭神は次の4柱。
主祭神
- 石衝別命（いわつくわけのみこと）
文献によっては「磐衝別命」等とも表記。第11代垂仁天皇の第十皇子。羽咋君の祖とされる。

相殿神
- 石城別命（いわきわけのみこと）
石衝別命の子。羽咋国造に任じられたとされる。
- 弟苅羽田刀弁命（おとかりはたとべのみこと）
垂仁天皇の妃で、石衝別命の母。
- 道反大神（ちがえしのおおかみ）
明治に合祀。

## 歴史
創建は不詳。石衝別命は、当地に領民を苦しめる怪鳥が出現したことで垂仁天皇の勅により派遣され、これを討つとともに当地の農業を奨励したと伝える。のち当地を治めた羽咋君一族が、祖先の石衝別命を氏神として祀ったことに始まるという。
延長5年（927年）成立の『延喜式』神名帳では能登国羽咋郡に「羽咋神社」と記載され、式内社に列している。
南東約200mに所在する八幡神社が羽咋神社の元々の鎮座地（あるいは石衝別命の居館跡とも）であり、文明年間（1469年 - 1487年）に大塚古墳の墳丘上に社殿を造営し遷宮したとされる。当初は大塚上には松が立つのみで社殿は造営されず、宝暦年間（1751年 - 1764年）の落雷で松が焼失ののち、文化年間（1804年 - 1818年）に宝蔵を造営し本殿とした、とする説もある。
明治5年（1872年）、近代社格制度において郷社に列し、明治14年（1881年）には県社に昇格した。
明治42年（1909年）、七尾線建設の予定地にあった姫塚（羽咋七塚の1つ）上の三俵苅社から、祭神の道反大神を遷し合祀した。大正6年（1917年）、大塚が陵墓参考地となったため、社殿を現在の大塚の後円部南麓に遷した。

## 境内
- 本殿 - 三間社流造で銅板葺。
- 幣殿
- 拝殿 - 天保3年（1832年）の造営で五間の入母屋造銅板葺。
- 御陵山の水 - 御陵山からの湧き水。
- 大塚（御陵山） - 羽咋七塚の1つ。前方後円墳で、宮内庁治定の「磐衝別命墓」。社殿裏に残る。
- 大谷塚（王児塚、観音塚） - 羽咋七塚の1つ。円墳で、宮内庁治定の「磐城別王墓」。社殿右手に残る。

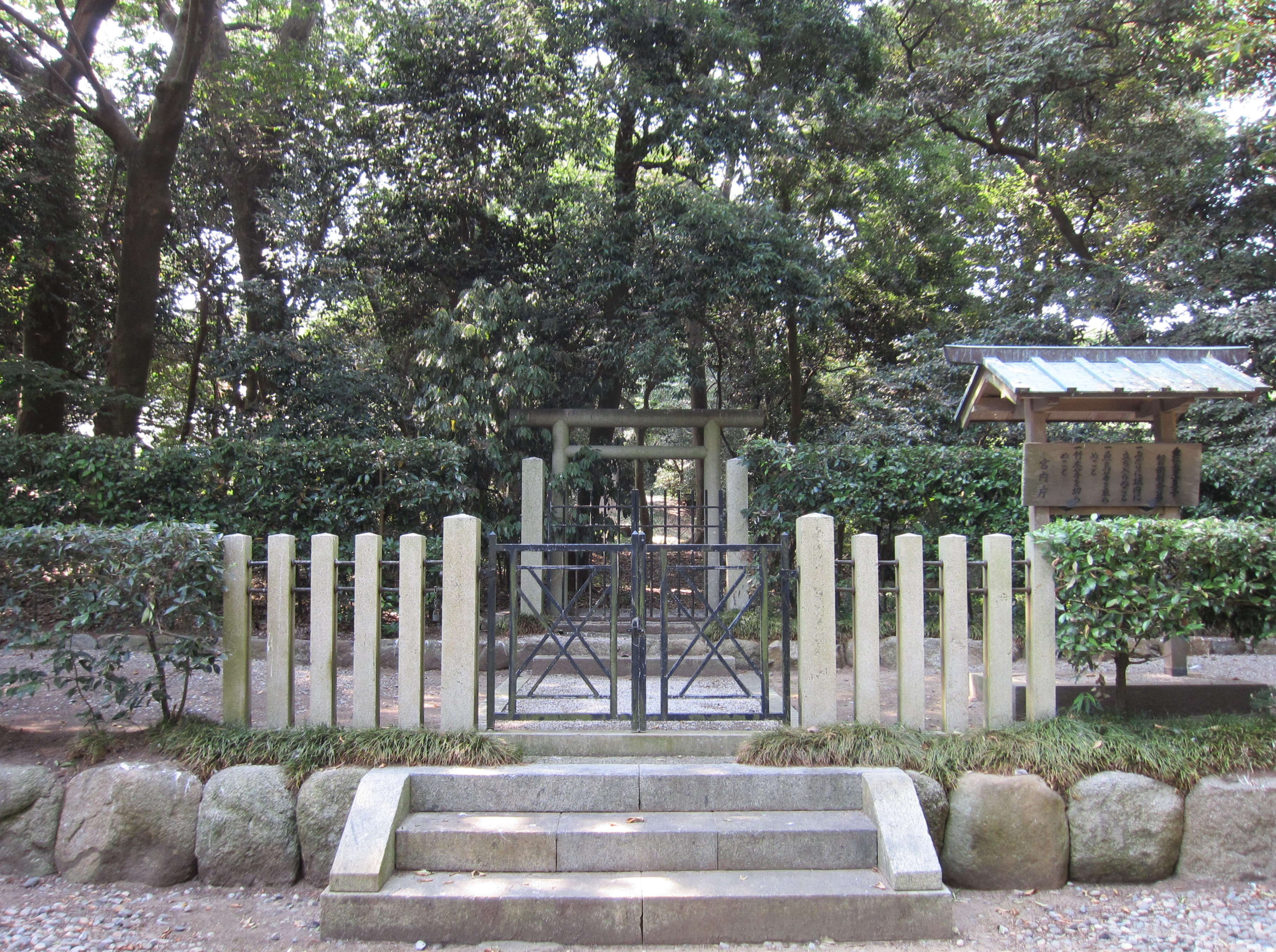
大塚（御陵山）
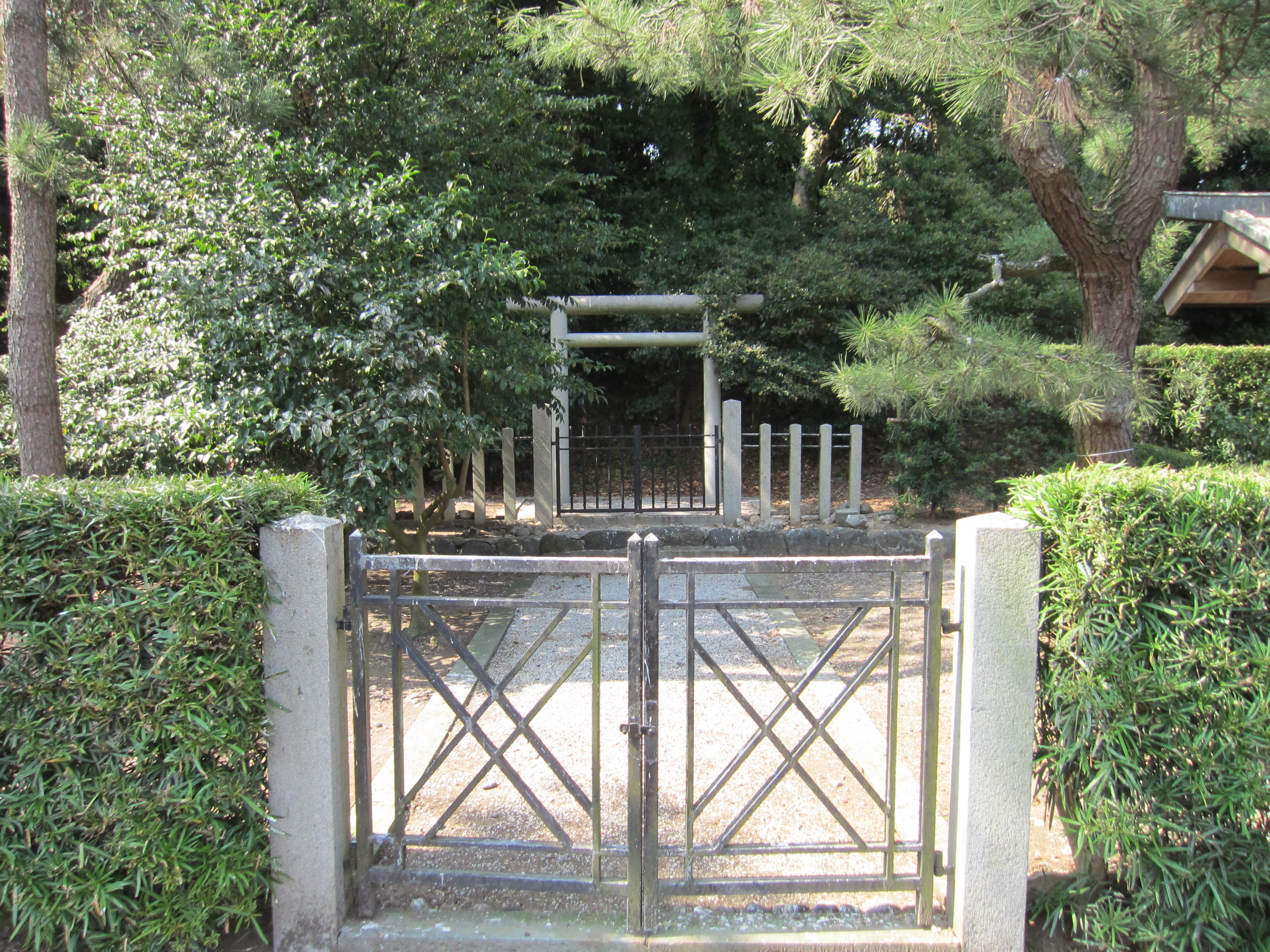
大谷塚（王児塚、観音塚）

## 摂末社
いずれも羽咋市内に鎮座する境外末社。
- 八幡神社（川原町、北緯36度53分45.75秒 東経136度46分56.48秒）
前鎮座地とも、石衝別命の居館跡とも。もとは羽咋駅前に位置していたが、1960年（昭和35年）に現在地に移転[3]。都市計画道路の予定地となり2023年（令和5年）に10メートルほど後方に曳家工事で移動するため、4月に祭神を仮住まいへうつす仮遷座祭、7月に祭神を社殿に戻す本遷宮祭が営まれる[3]。
- 少彦名神社（川原町）
水犬塚（羽咋七塚の1つ）上に鎮座。
- 稲荷神社（旭町）
- 稲荷神社（本町）
- 魚取神社（うおとりじんじゃ、島出町）
- 古登比羅神社（ことひらじんじゃ、大川町）

## 関係地
- 剣塚（北緯36度53分45.67秒 東経136度46分59.51秒 / 北緯36.8960194度 東経136.7831972度）
境外末社の八幡神社の旧鎮座地で、石衝別命の屋敷跡または羽咋神社の元宮と伝える。

## 主な祭事
- 川渡し神事 （9月中旬の土日）
御輿が長者川を渡り八幡神社に渡御する。石衝別命が八幡神社の女神に通うとも伝える。
- 例祭、唐戸山神事相撲 （9月25日）
相撲好きであったという祭神の石衝別命を偲び、応永年間（1394年 - 1428年）から始まったとされる。9月25日は命の命日と伝える。

## 文化財

### 石川県指定文化財
- 無形民俗文化財[4]
  - 唐戸山神事相撲 - 平成13年5月25日に羽咋市指定無形民俗文化財に指定。平成27年2月3日に石川県指定無形民俗文化財に指定（市指定は解除）。

### 羽咋市指定文化財
- 天然記念物[4]
  - 羽咋神社のケヤキ - 樹高20.0メートル、推定樹齢600年。昭和47年1月11日指定。
  - 羽咋神社のサワラ - 樹高21.0メートル、推定樹齢250年以上。昭和47年1月11日指定。

## 現地情報
所在地
- 石川県羽咋市川原町エ164

交通アクセス
- 鉄道：西日本旅客鉄道（JR西日本）七尾線 羽咋駅 （徒歩約5分）

周辺
- 羽咋七塚
- 唐戸山相撲場 - 日本三大辻（屋外相撲場）の1つ[5]。相撲場を形成するすり鉢状の窪みは、大塚を築く際に掘った跡という。
- 本念寺